# 삼랑진중학교
삼랑진중학교(三浪津中學校)는 대한민국 경상남도 밀양시 삼랑진읍 송지리에 있는 사립 중학교이다.

## 학교 연혁
- 1953년 4월 21일 : 재단법인 삼랑진학원 인가, 문여옥 초대 이사장 취임
- 1953년 7월 21일 : 삼랑진중학교 설립인가(9학급)
- 1986년 5월 28일 : 문광선 제2대 이사장 취임
- 2000년 7월 8일 : 다목적 강당 340평 준공식
- 2005년 2월 15일 : 문선도서관 개관(140평)
- 2008년 12월 15일 : Lee Art Hall 개관
- 2018년 12월 20일 : 교육복지우선사업(B형) 공모 선정
- 2021년 6월 4일 : 문선홀 개관
- 2022년 3월 1일 : 제20대 차경자 교장 취임
- 2022년 6월 28일 : 2023년 경남 그린스마트 미래학교 선정
- 2023년 2월 10일 : 제69회 23명 졸업(누계 10,078명)
- 2023년 3월 2일 : 2023학년도 입학생(23명)

## 참고 자료
- 삼랑진중학교 - 한국교육학술정보원 학교알리미